# Liste der Dreitausender in Osttirol
Diese Liste der Dreitausender in Osttirol listet alle selbständigen Berggipfel und viele Nebengipfel mit einer Höhe von mindestens 3000 m ü. A. (Dreitausender) in Osttirol (Bezirk Lienz) auf.

## Definition
Für die von der UIAA definierte Liste der Viertausender in den Alpen dient eine Schartenhöhe von mindestens 30 m als messbares Kriterium für die Definition von selbständigen Hauptgipfeln. Eine Definition von den Dreitausendern der Alpen fehlt hingegen, wobei die Definition einer Schartenhöhe von wenigstens 30 m auch in der Literatur zu Dreitausendern aufgegriffen wird. Neben den 166 selbständigen Hauptgipfeln existieren noch mehr als 70 Nebengipfel mit einer Höhe von wenigstens 3000 m ü. A. in Osttirol.

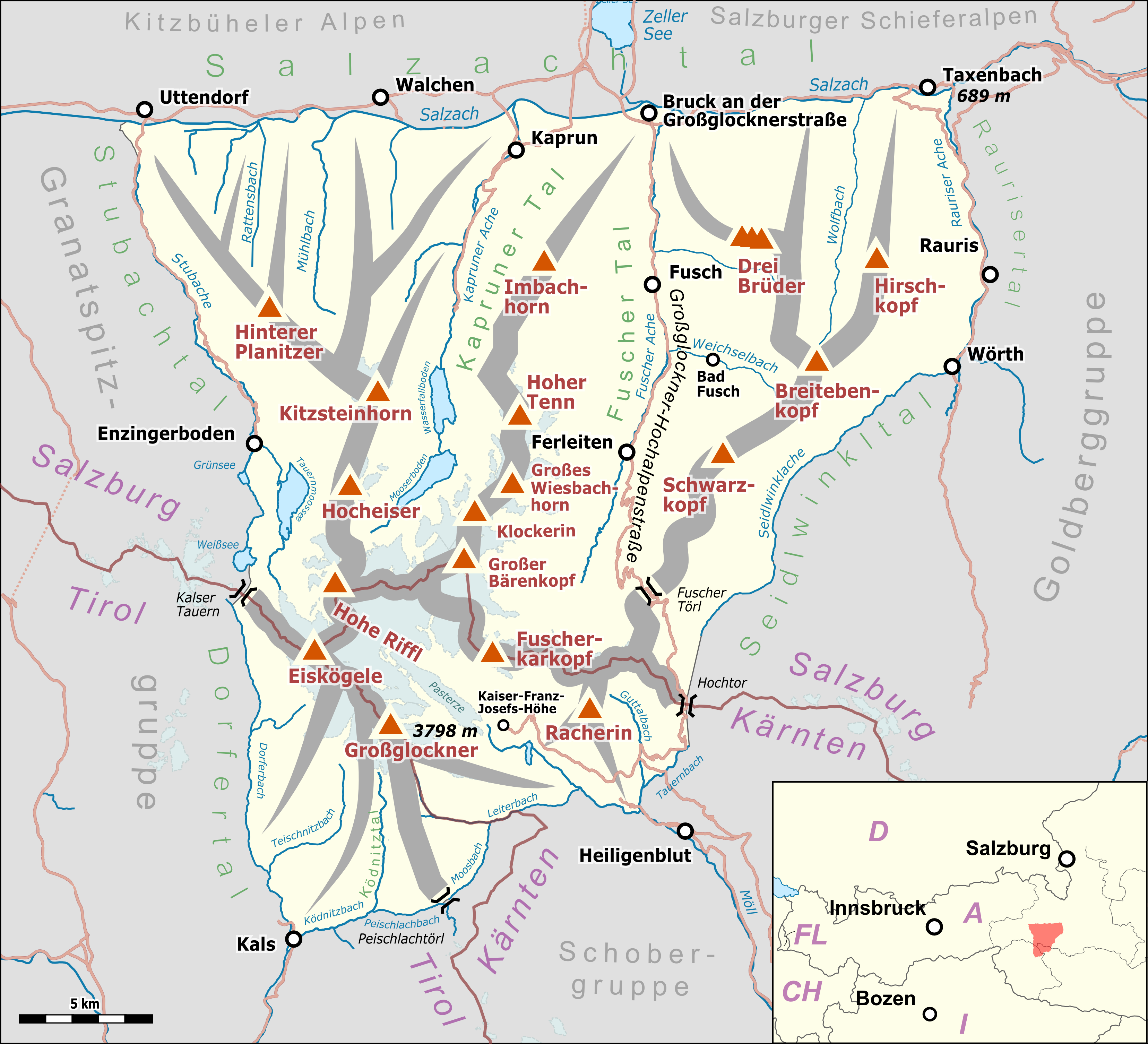
Übersichtskarte der Glocknergruppe
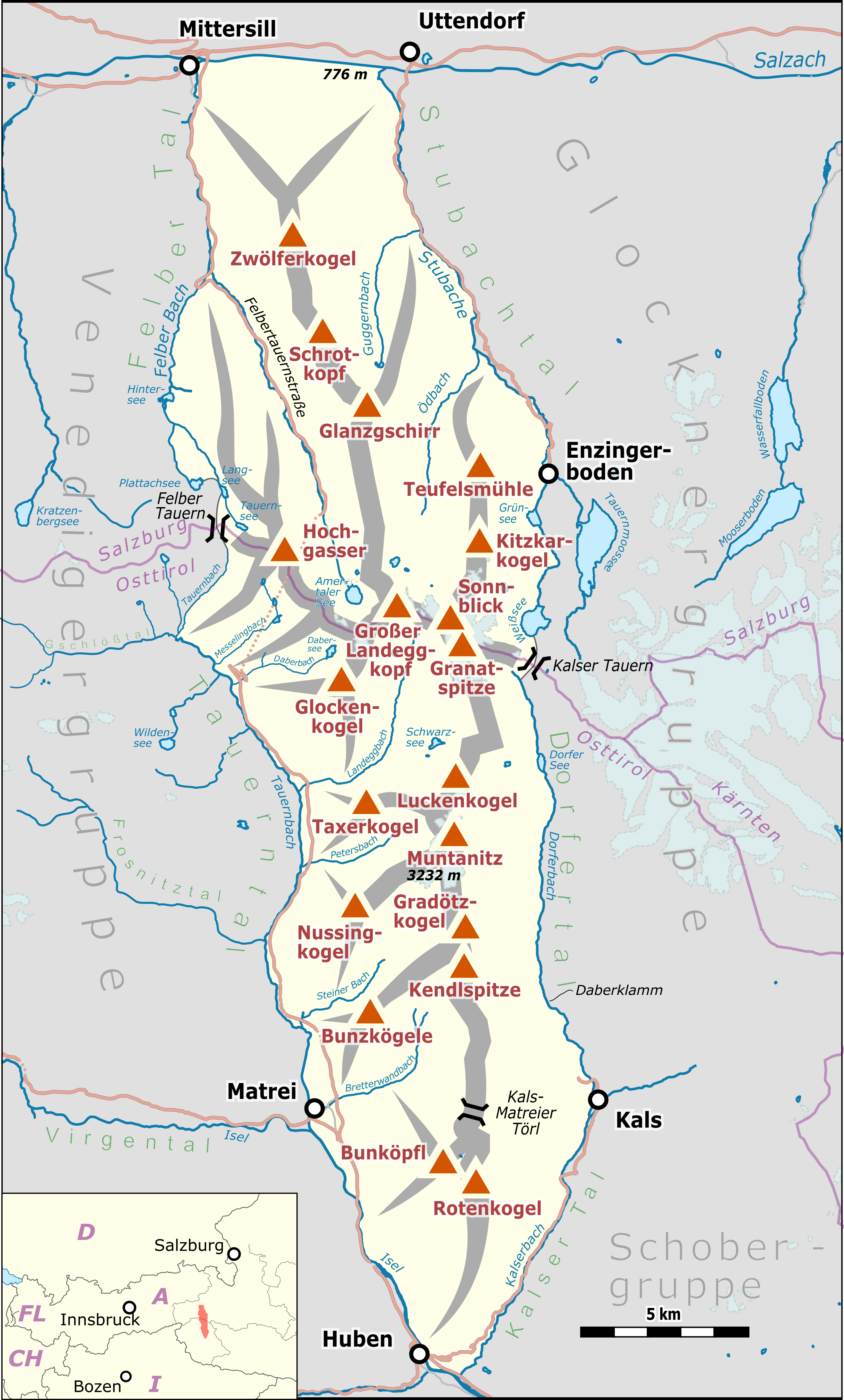
Übersichtskarte der Granatspitzgruppe
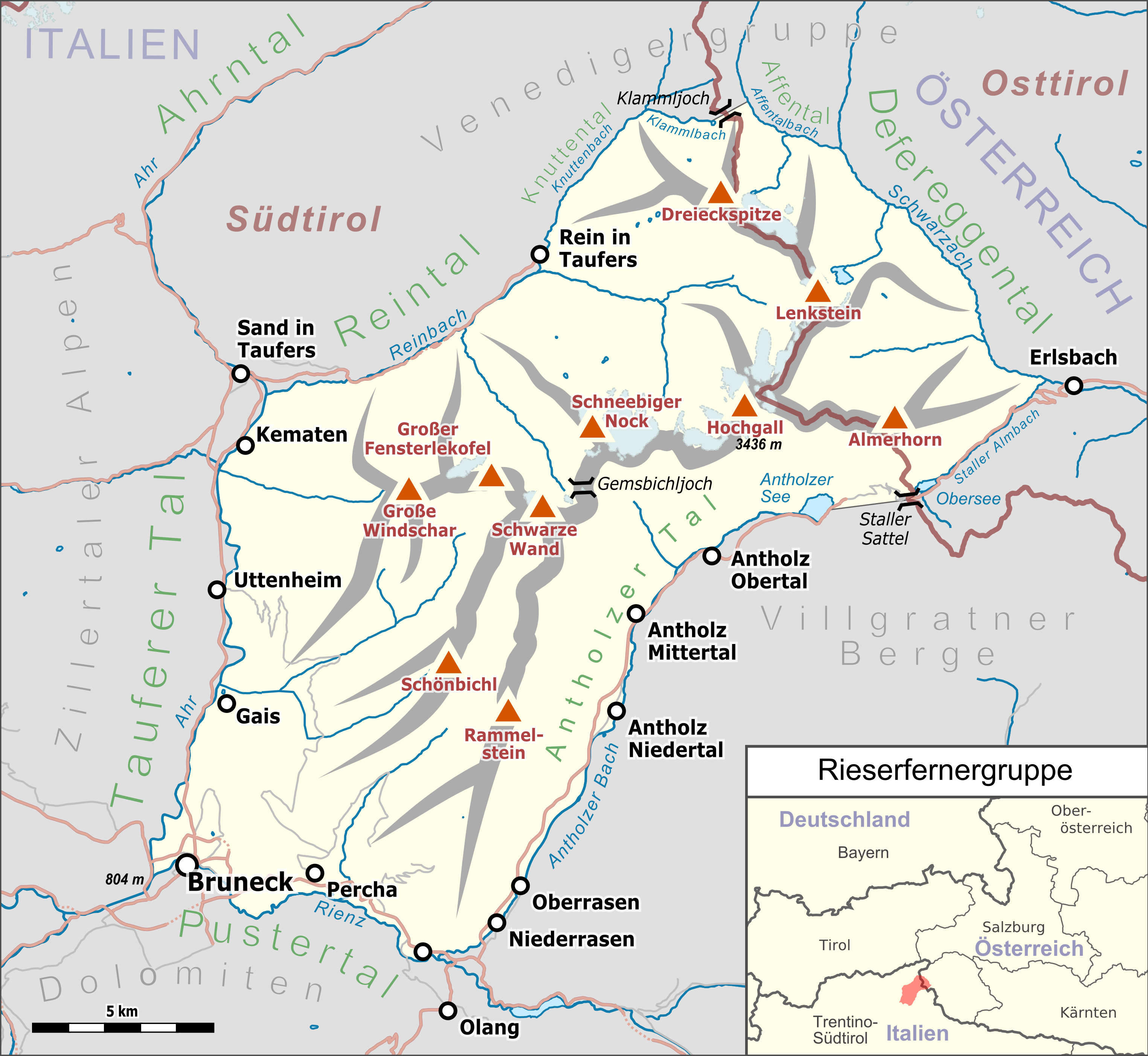
Übersichtskarte der Rieserfernergruppe
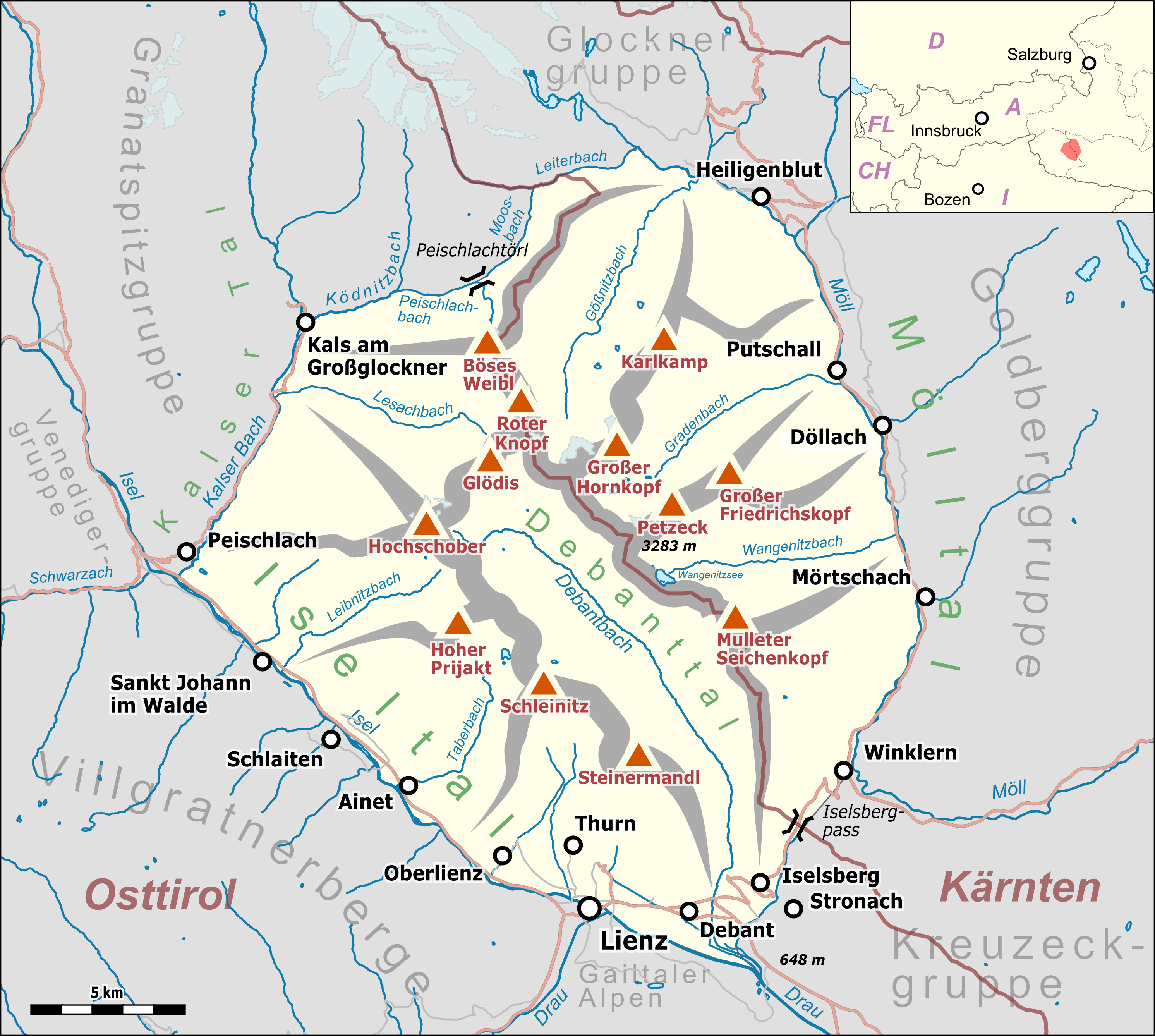
Übersichtskarte der Schobergruppe
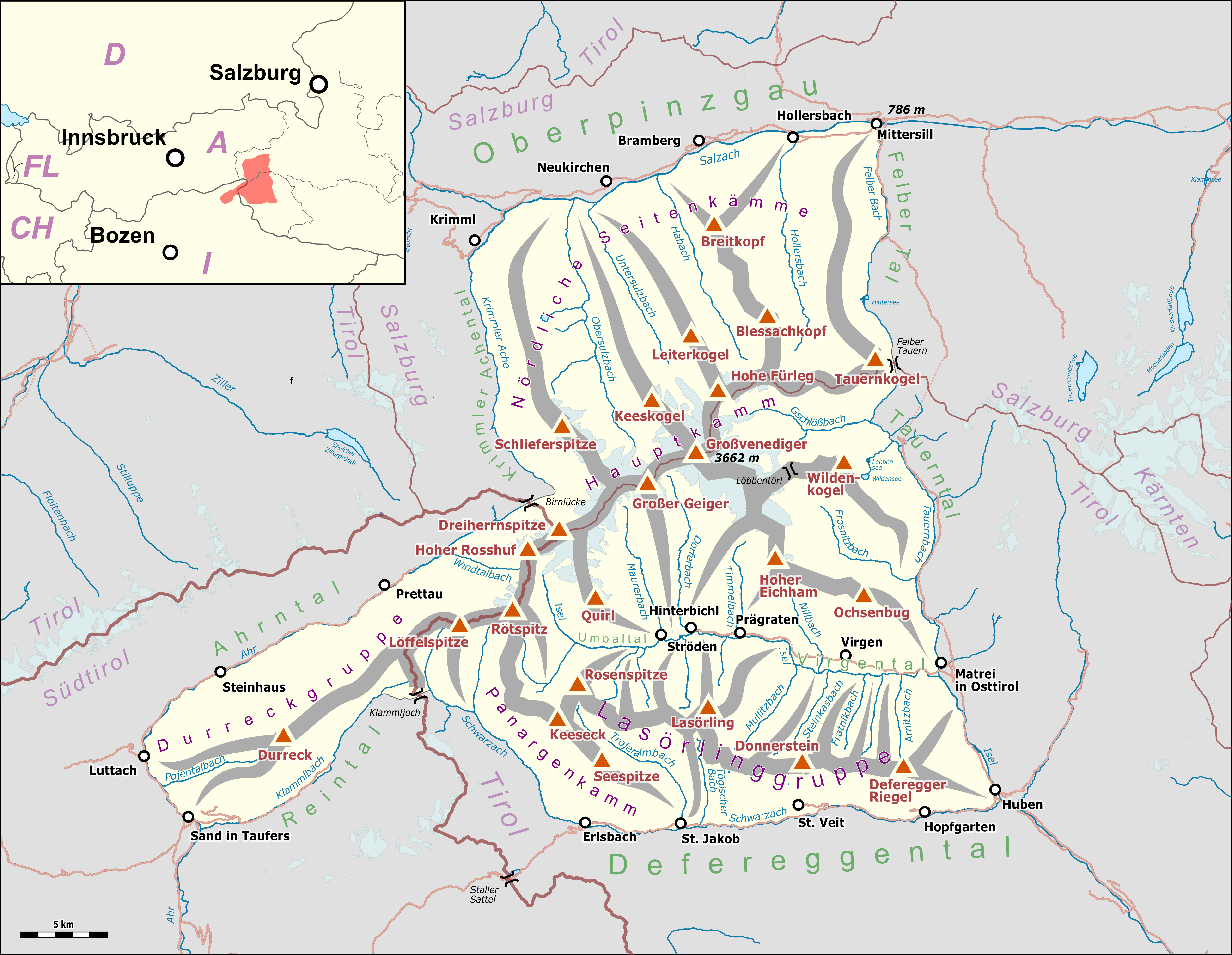
Übersichtskarte der Venedigergruppe

## Liste der Dreitausender
Die Tabelle enthält im Einzelnen folgende Informationen:
| Bild:      | Foto des Gipfels                                                                                          |
| Höhe:      | Höhe in (Meter über Adria (m ü. A.)), sofern nicht anders angegeben lt. AMAP                              |
| Gebirge:   | Lage des Berggipfels laut Alpenvereinseinteilung der Ostalpen bzw. deren Untergruppe                      |
| Lage:      | Koordinaten des Berggipfels                                                                               |
| Bemerkung: | der farbige Balken ist ein Link zu Wikidata; gibt es noch weitere Bilder, so wird ein Link dazu angegeben |